# Língua vêneta
O vêneto (português brasileiro) ou véneto (português europeu) (łéngua vèneta, [ˈ(l)eŋɡwa ˈvɛneta]; ou vèneto, [ˈvɛneto]) é uma língua românica falada por cerca de cinco milhões de pessoas, principalmente na região do Vêneto, na Itália. A língua é chamada localmente de vèneto (veneto em italiano). A variante falada em Veneza é chamada alternativamente de venezsiàn, venesiàn, venexiano ou veneziano. 
Ainda que muitas vezes referido, mesmo por seus falantes, como dialeto do italiano (diałeto, dialetto em italiano) o vêneto é uma língua, com notáveis diferenças estruturais em relação ao italiano.
Em realidade o Vêneto é um conjunto de dialetos bastante próximos falados na região do Vêneto e em outros territórios pertos como província de Trento, Pordenone ou Trieste. Todos tem 90% de estrutura comum, derivando do veneziano em uso na República de Veneza e do italiano também como do latim e das outras e influências linguísticas que tiveram na história, mas cada um se distancia do outro por palavras e uso gramatical peculiar. Pertence ao grupo dos dialetos do norte da Itália que tens características comuns e similaridades que aproximam territórios pertos com bastante continuidade, veja-se o atlante linguístico do norte Itália (o Vêneto falado em Verona se aproxima tanto ao veneziano que ao Bresciano, que seria lombardo)
Constitui-se do conjunto de dialetos italianos setentrionais falados no Trivêneto (ou Três Venezas: Veneza Tridentina, Veneza Eugânea e Veneza Júlia), que se subdivide em dois subtipos:
- vêneto oriental ou veneziano
- vêneto norte-ocidental ou trentino

Eventualmente, 'vêneto' também pode referir-se ao dialeto de Veneza, que se irradiou por todo o Trivêneto, Ístria e Dalmácia, a partir do século XII, afirmando-se pelo prestígio politico, cultural e linguístico de Veneza.
- Vêneto: Marco el ze drio rivar ("Marco está chegando")
- Italiano padrão: Marco sta arrivando

Em 28 de março de 2007, o Conselho Regional do Vêneto reconheceu oficialmente a existência da língua vêneta (Łéngua Vèneta), mediante aprovação, por vasta maioria, da lei sobre a "tutela e valorizzazione della lingua e della cultura veneta", com os votos dos partidos da situação e da oposição.
A língua vêneta também não deve ser confundida com o venético, também chamado de vêneto e que também é uma língua indo-europeia, porém aparentemente sem parentesco (e já extinta) que era falada na região do Vêneto por volta do século VI a.C..

## História

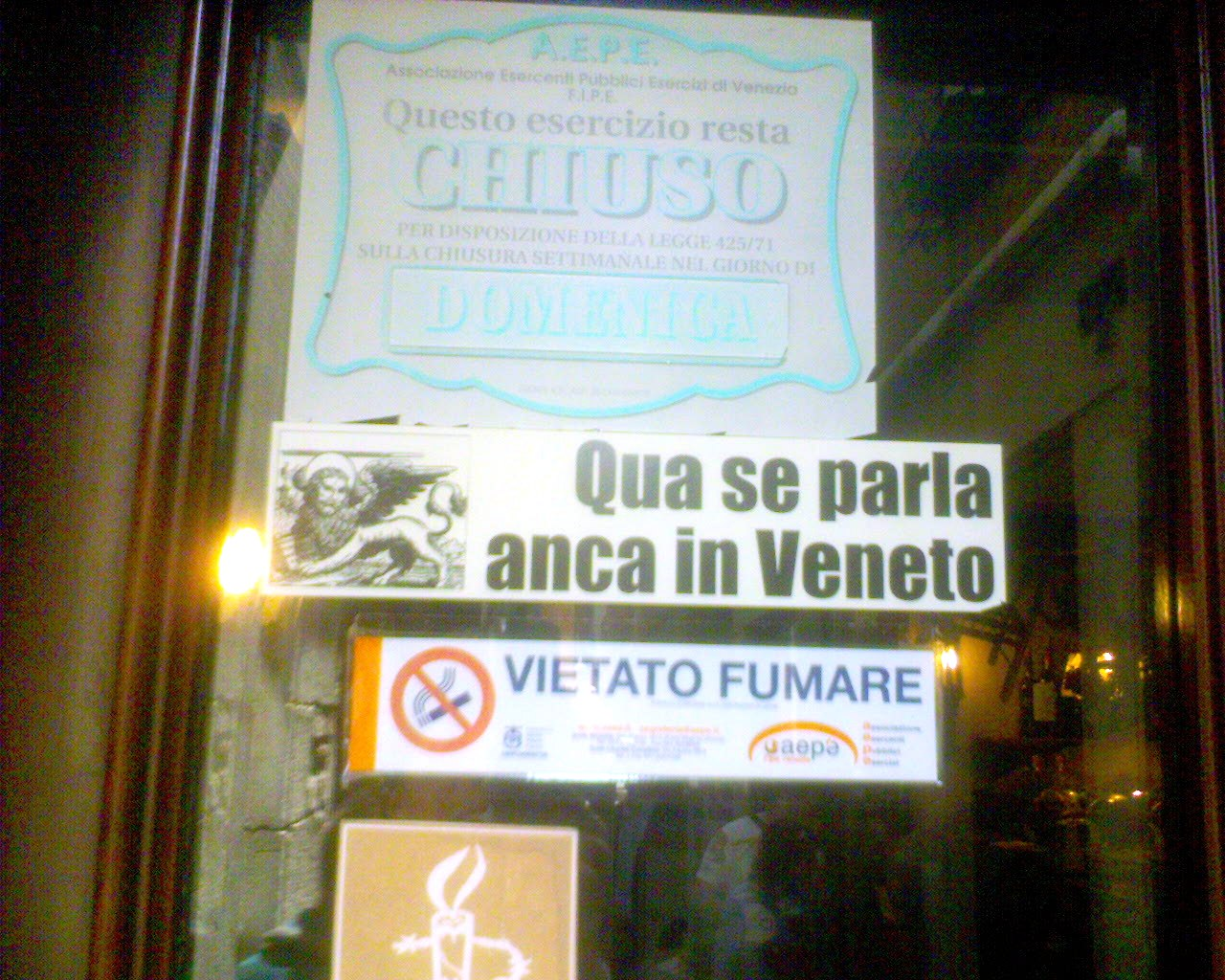
Placa de rua onde se lê "Aqui também falamos vêneto"

O vêneto descende do latim vulgar, possivelmente influenciado pelo substrato venético e pelas línguas das tribos germânicas (visigodos, ostrogodos e lombardos) que invadiram o norte da Itália no século V. Os mais antigos textos que podem ser reconhecidos como vêneto datam do século XIII.

A língua desfrutou de um importante prestígio nos dias da República de Veneza, quando ela alcançou o status de língua franca no Mediterrâneo. Autores notáveis na língua vêneta são os autores dramáticos Angelo Beolco (Ruzante) (1502-1542) e Carlo Goldoni (1707-1793). Tanto Ruzante quanto Goldoni, seguindo a antiga tradição teatral italiana (commedia dell'arte), usaram o vêneto em suas comédias como a fala das pessoas comuns. Eles estão entre os melhores autores teatrais italianos de todos os tempos, e as peças teatrais de Goldoni ainda são apresentadas atualmente. Outros trabalhos notáveis em vêneto são as traduções da Ilíada por Giacomo Casanova (1725-1798) e Francesco Boaretti, e os poemas de Biagio Marin (1891-1985). Também é importante o manuscrito intitulado "Dialogo de Cecco da Ronchitti da Bruzene in perpuosito de la stella Nova", atribuído a Galileu Galilei (1564-1642).

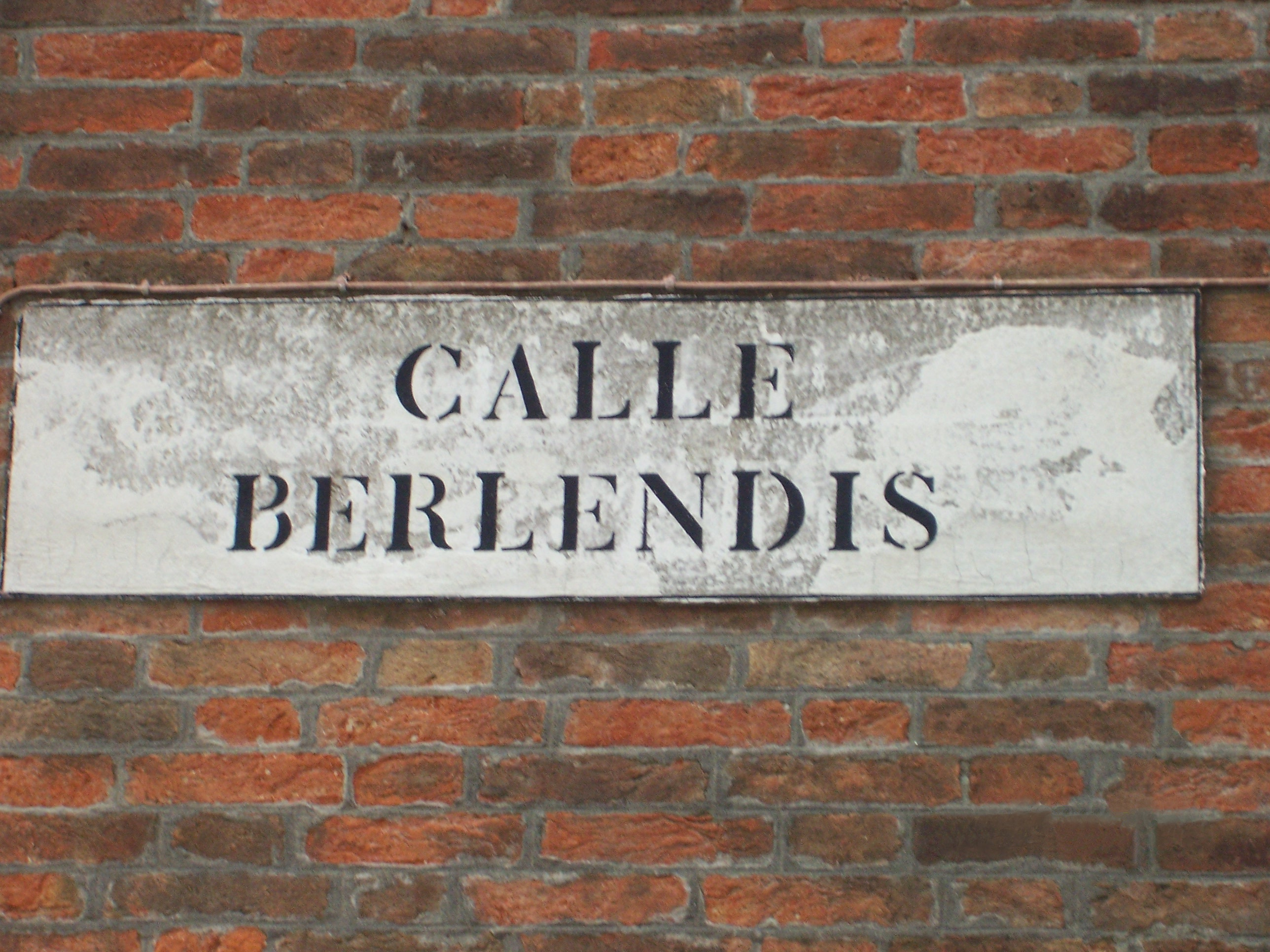
Placa de rua em Veneza que usa o termo vêneto calle, em oposição ao italiano via

No entanto, como língua literária, o vêneto foi ofuscado pelo "dialeto" toscano de Dante Alighieri, e pelas línguas francesas como o provençal e as línguas de oïl. Após o fim da República, o vêneto gradualmente parou de ser usado com finalidades administrativas; e quando a Itália foi unificada, no século XIX, a língua toscana foi imposta como base da língua nacional da Itália. Desde aquela época o vêneto, privado de qualquer status oficial, constantemente perdeu terreno na Itália. Atualmente, na prática, todos os seus falantes são bilíngues, e usam o vêneto apenas em contextos informais.
Por outro lado, o vêneto se espalhou pelo mundo com a forte emigração da região do Vêneto entre 1870 e 1905. Estes migrantes criaram grandes comunidades falantes de vêneto na Argentina, Brasil, México e Romênia, onde a língua ainda é falada atualmente. Migrações internas sob o regime fascista também enviaram muitos falantes de vêneto para outras regiões da Itália.
Atualmente, algumas empresas têm escolhido usar o vêneto em anúncios como o de uma famosa cerveja alguns anos atrás (Xe foresto solo el nome - "só o nome é estrangeiro"). Em outros casos, aos anúncios italianos são dados um "sabor vêneto", com a adição de uma palavra vêneta: por exemplo, uma companhia aérea usa o verbo "xe" (Xe sempre più grande - "É sempre grande") em uma sentença italiana (a correta tradução vêneta é xe senpre pi grande) para anunciar novos vôos do aeroporto de Veneza.

## Distribuição geográfica
O vêneto é falado principalmente nas regiões italianas do Vêneto e Friul-Veneza Júlia, assim como na Eslovênia e na Croácia (Ístria, golfo de Kvarner e Dalmácia). Pequenas comunidades são encontradas nas províncias de Lombardia (em Mântua), Trento, Emília-Romanha (em Rimini e Forlì), Lácio (em Agro Pontino, na província de Latina) e na Romênia (Tulcea). Também é falado nas Américas do Norte e do Sul pelos descendentes de imigrantes italianos. São bons exemplos Argentina, as cidades de Chipilo e Colonia Manuel González, ambas no México e o dialeto talian falado nos estados brasileiros do Rio Grande do Sul (nas cidades de Garibaldi, Bento Gonçalves, Farroupilha, Caxias do sul, Veranópolis, Nova Pádua, entre outras cidades da região da serra gaúcha), Santa Catarina (nas cidades Nova Belluno e Nova Veneza), Paraná, São Paulo, Espírito Santo e em Minas Gerais (no Vale dos Imigrantes, Colônia Rodrigo Silva, cidade de Barbacena).

## Classificação

Gráfico com a classificação das línguas românicas

O vêneto descende do latim vulgar - como todas as outras línguas românicas, inclusive o italiano e os outros dialetos italianos. No entanto, na classificação tradicional das línguas românicas, ele é considerado parte do grupo ítalo-românico.
De acordo com o Ethnologue, o vêneto e o italiano pertencem a diferentes sub-ramos do ramo de línguas ítalo-ocidentais: o vêneto faz parte do grupo galo-ibérico, que também inclui catalão, o espanhol, o português e o francês, entre outros; enquanto que o italiano é um membro do grupo ítalo-dálmata. Mais precisamente, o vêneto pertence ao subgrupo galo-românico do grupo galo-ibérico, que inclui o catalão e o francês, mas não o espanhol e o português. Nesta classificação, portanto, o vêneto é mais próximo do catalão, do francês e do espanhol (nesta ordem) que do italiano.
Por outro lado, embora o francês e o vêneto sejam agora mutuamente inteligíveis apenas em um pequeno grau (principalmente devido às importantes mudanças na pronúncia francesa durante os últimos séculos), o espanhol e o vêneto são de certa forma mutuamente compreensíveis.

## Variantes regionais
As principais variantes regionais e sub-variantes são:
- Central (Pádua, Vicenza e sudeste do Trentino, Polesine), com cerca de 1 500 000 falantes.
- Oriental/Litorâneo (Veneza, Trieste, Grado, Ístria, Rijeka).
- Ocidental (Verona, sul de Trento).
- Norte-Central (Treviso, partes de Pordenonese).
- Norte (Belluno, abrangendo Feltre, região trentina de Primiero, Agordo, Cadore, Zoldo Alto).

Todas esta variantes são mutuamente inteligíveis, com a maior divergência entre elas chegando a 8 % (central e ocidental). Os falantes modernos, supostamente, podem ainda entender de certa forma textos vênetos do século XIV.
Outras variantes dignas de atenção são faladas em:
- Chioggia.
- Pontine Marshes.
- Dalmácia, Croácia.
- Rio Grande do Sul, Santa Catarina, Paraná, São Paulo e Espírito Santo, Brasil ("talian").
- Chipilo, México.
- Tulcea, Romênia.

## Características da língua

### Atributos da família linguística
Como a maioria das línguas românicas, o vêneto abandonou em grande parte os casos de declinação, em favor das preposições e de uma estrutura de sentença sujeito-verbo-objeto mais rígida. Dessa forma, se tornou um idioma mais analítico, não totalmente como o inglês. O vêneto também possui os artigos românicos, definido (derivado do demonstrativo latino ille) e indefinido (derivado do numeral latino unus).
O vêneto também reteve os conceitos latinos de gênero (masculino e feminino) e número (singular e plural). Os pronomes e os adjetivos podem ser modificados por sufixos que indicam várias qualidades, tais como: tamanho, afeto, súplica, etc. Os adjetivos (geralmente sufixados) e os artigos são declinados para concordarem com o pronome, em gênero e número:
- el gato graso, o gato gordo.
- ła gata grasa, a gata gorda.
- i gati grasi, os gatos gordos.
- łe gate grase, as gatas gordas.
- el gatòn graso, o gatão gordo.
- ła gatòna grasa, a gatona gorda.
- un bel gateło, um belo gatinho.
- na beła gateła, uma bela gatinha.

Alguns pronomes retém uma forma neutra reservada a substantivos abstratos (par questo "por esta razão", "por isso", de quelo "sobre o fato") diferente do masculino (par 'sto qua "para este garoto/cão", de queło là "sobre aquele homem/livro") enquanto as formas masculinas italianas também são usadas para o gênero neutro (per questo "para esse garoto/por essa razão"; di quello "sobre aquele homem/fato").

### Atributos específicos

#### Sistema sonoro
O vêneto possui alguns sons não presentes no italiano, um fricativo mudo interdental [θ] escrito ç ou z(h) e similar ao inglês th em thing e thought, ao castelhano (não latino-americano) c(e, i)/z (como em cero, cien, zapato), ao grego moderno θ (theta) e aos islandeses þ/Þ (Thorn) e Ð/ð (Eth); ocorre, por exemplo, em çena/zhena (ceia, jantar), que soa da mesma forma que o castelhano espanhol cena (e com o mesmo significado). No entanto, este som, que está presente apenas em algumas variantes da língua (bellunese, norte-trevisano, algumas áreas rurais centrais do Vêneto em torno de Pádua, Vicenza e na foz do rio Pó), é considerado provinciano, com a maioria das variantes usando outros sons em seu lugar, como [s], [z] e [ʃ]. Algumas variantes também apresentam uma fricativa sonora interdental escrita z (el pianze, "ele chora"), mas que freqüentemente transforma-se num S sonoro, ou seja, [z] (escrito x: el pianxe) ou ou na dental D (el piande).
Em algumas variantes, a intervocálica L transforma-se num suave evanescente L (esta alternação é freqüentemente representada pela letra ł). A pronúncia deste fonema varia de um quase e na região de Veneza, a um parcialmente vocalizado l mais para o interior, sendo completamente nulo em algumas áreas montanhosas. Assim, por exemplo, góndoła pode soar como góndoea, góndola ou góndoa. Nas variantes citadas por último, o ł evita possíveis confusões entre pares como scóła/skóła ("escola") e scóa/skóła ("vassoura"). O italiano padrão tinha este tipo de L em condições mais limitadas, mas mudou a ortografia para i (bianco, chiamare dos antigos blancus, clamare).
O vêneto não possui os sons de consoantes duplas, característicos do toscano e de muitos outros dialetos italianos: assim, os italianos fetta, palla, penna ("pedaço", "bola", "caneta") são respectivamente, em vêneto feta, bała, pena. A terminação singular masculina, que é geralmente -o/-e em italiano, é muitas vezes nula em vêneto, particularmente nas variantes do interior: italiano pieno ("cheio"), altare ("altar"); vêneto pien, altar. Além disso, o artigo masculino el é muitas vezes abreviado para  'l.

#### Léxico
O léxico vêneto tem um grande número de formas de palavras originais derivadas do latim, grego e alemão, tais como tosàt ("rapaz", em italiano ragazzo), técia ("panela", pentola), còtoła ("manto", sottana), bixo ("cinza," bigio), bìsi ("ervilhas", piselli), sgorlàr ("sacodir", scuotere), e muito mais.

## Sistemas ortográficos

### Sistema tradicional
O vêneto não possui um sistema de escrita oficial, mas é tradicionalmente escrito usando-se o alfabeto latino - às vezes com o acréscimo de um par de letras e/ou diacríticos para os sons que não existem no italiano, tais como ç/zh para /θ/ ou, mais recentemente, o ł para o l "suave". De qualquer forma, as regras ortográficas tradicionais são principalmente aquelas do italiano, com exceção do x que representa o fonema /z/, como no português "zero".
Como no português, a letra s entre vogais geralmente representa [z], então deve se escrever ss para se representar o fonema /s/: basa para /'baza/ ("ele/ela beija"), bassa para /'basa/ ("baixo"). Além disso, por causa das várias diferenças de pronúncia com relação ao italiano, os acentos grave e agudo são bastante usados para indicar a ênfase e a qualidade da vogal:
à /a/, á /ɐ/, è /ɛ/, é /e/, ò /ɔ/, ó /o/, ù /u/
O vêneto permite o encontro consonantal /stʃ/ (não presente no italiano), que é geralmente escrito s-c ou s'c antes de i ou de e, e s-ci ou s'ci antes de outras vogais. Exemplos incluem s-ciarir (italiano schiarire, "esclarecer"), s-cèt (schietto, "claramente") e s-ciòp (schioppo, "arma"). O hífen ou apóstrofo é usado porque a combinação sc(i) é convencionalmente usada para o som /ʃ/, como na ortografia italiana, por exemplo, scèmo (scemo, "estúpido"); enquanto que sc antes de a e u representa /sk/: scàtoa (scatola, "caixa"), scóndar (nascondere, "esconder"), scusàr (scusare, "desculpar").
No entanto, a ortografia tradiconal está sujeita a muitas variações históricas, regionais e até mesmo pessoais. Particularmente, a letra z foi usada para representar diferentes sons em diferentes tradições escritas. Em Veneza e Vicenza, por exemplo, os fonemas /θ/ e /z/ são escritos com z e x respectivamente (el pianze = "ele chora", el xe = "ele é"), enquanto que outras tradições usavam ç e z (el piançe e el ze).

### Sistemas propostos
Recentemente, houve tentativas para padronizar e simplificar a escrita, por exemplo, usando x para [z] e um único s para [s]; assim, escrever-se-ia baxa para ['baza] ("ela beija") e basa para ['basa] ("baixo"). Contudo, apesar destas vantagens teóricas, estas propostas não têm sido muito bem sucedidas fora dos círculos acadêmicos, por causa das variações regionais na pronúncia e incompatibilidade com a literatura existente.
Os falantes de vêneto de Chipilo, no México, usam um sistema baseado na ortografia espanhola, embora ela não contenha letras para [j] e [θ]. A linguista americana Carolyn McKay propôs um sistema de escrita para esta variante, baseada completamente no alfabeto italiano. Todavia, o sistema não é muito popular.